# يربا بوينا (توكومان)
يربا بوينا، توكومان (بالإسبانية: Yerba Buena, Tucumán)‏ هي منطقة سكنية تقع في الأرجنتين في Yerba Buena Department.[بحاجة لمصدر] يقدر عدد سكانها بـ 63,707 نسمة وترتفع عن سطح البحر 466 متر.